# Coreto Ronaldo Oliveira da Silva Araújo

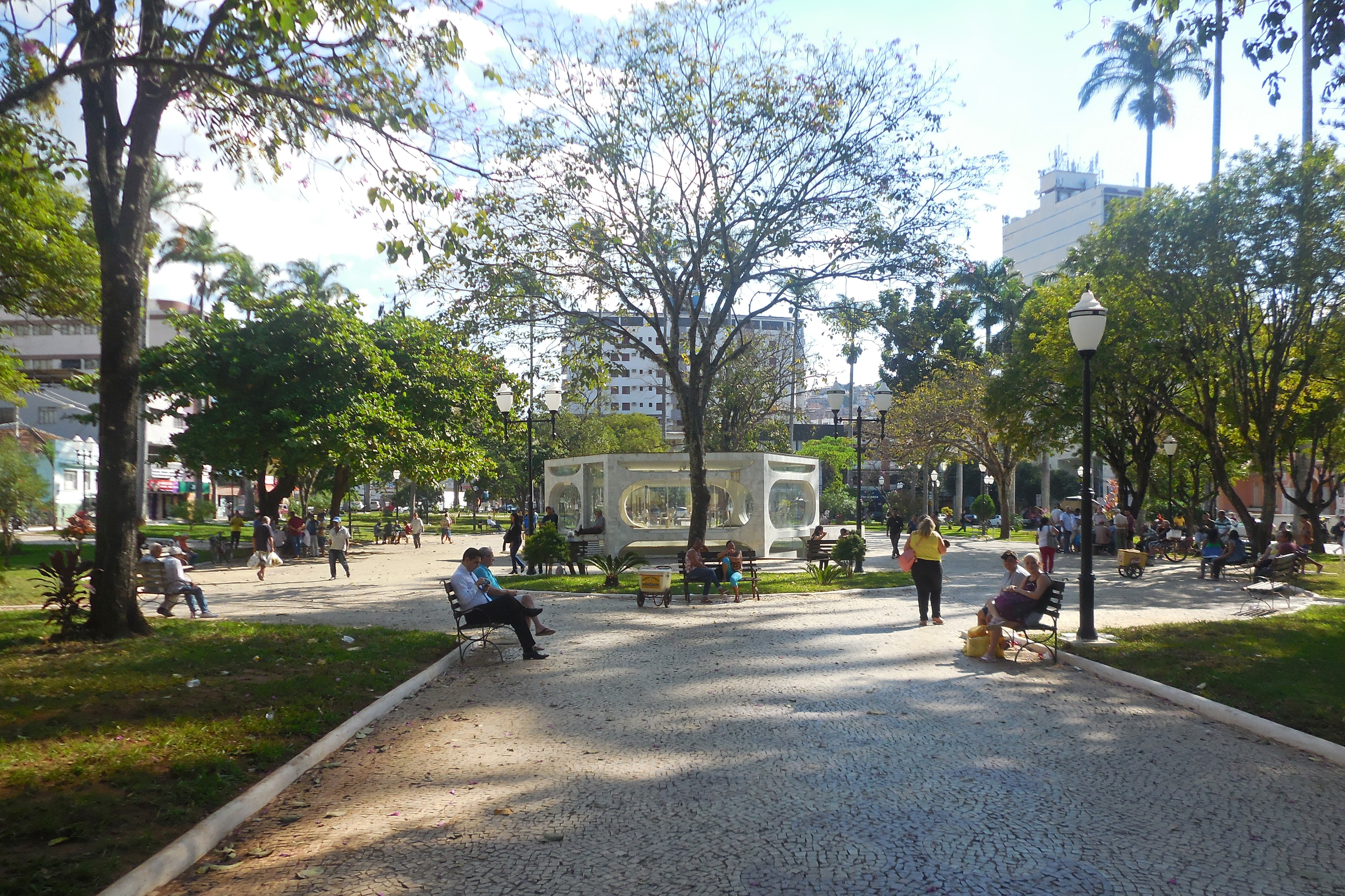
Interior da Praça Cesário Alvim com o Coreto Ronaldo Oliveira da Silva Araújo visível ao fundo

O Coreto Ronaldo Oliveira da Silva Araújo foi construído na década de 80, em Caratinga, de estilo moderno, possui linhas simples, de fácil leitura. É totalmente geometrizado e simétrico de forma hexagonal, com aberturas amplas, garantindo transparência e leveza, sem interrupção do eixo e/ou da perspetiva de visão de todo o conjunto da Praça. O atrativo abriga exposições de arte, cinema e shows para os cidadãos e visitantes. Está localizado na praça do marco zero da cidade. A construção recebeu o nome de ‘Ronaldinho Calazans’, homenageando um músico da cidade. O projeto foi assinado pelo arquiteto Oscar Niemeyer a pedido do cartunista Ziraldo.